# Monnow
Il Monnow (in gallese: Mynwy) è un fiume di 42 km del Regno Unito, che scorre lungo il confine tra il Galles sud-orientale e l'Inghilterra centro-occidentale, segnatamente tra la contea gallese del Monmouthshire e la contea inglese dello Herefordshire . È un affluente del fiume Wye.

## Geografia
Il Monnow sorge nella Cefn Hill, collina delle Black Mountains, situata nei pressi del villaggio di Craswall.
Il fiume scorre quindi in direzione sud, quindi in direzione est e poi nuovamente in direzione sud, prima di gettarsi nel fiume Wye, a Monmouth.

## Storia
Agli inizi del XX secolo, il fiume costituiva una meta prediletta per i pescatori, per via dell'abbondanza di trote: il reverendo E.N. Eagles annotò che nel giro di vent'anni aveva pescato ben 18.000 esemplari di questo pesce.

## Luoghi d'interesse lungo il fiume Monnow
- Monnow Bridge, a Monmouth [1]
- Castello di Skenfrith, a Skenfrith[4]

## Galleria d'immagini

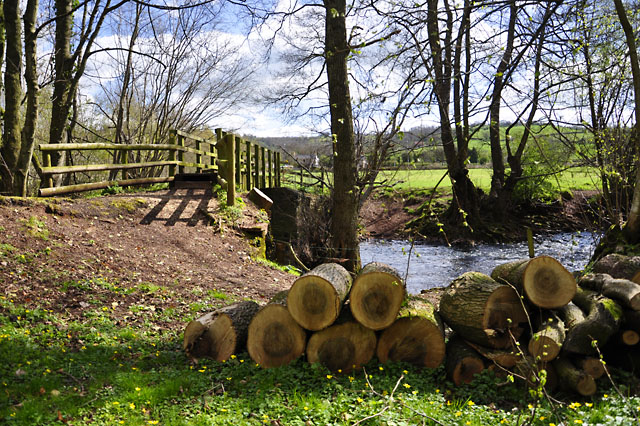
Un tratto del fiume Monnow
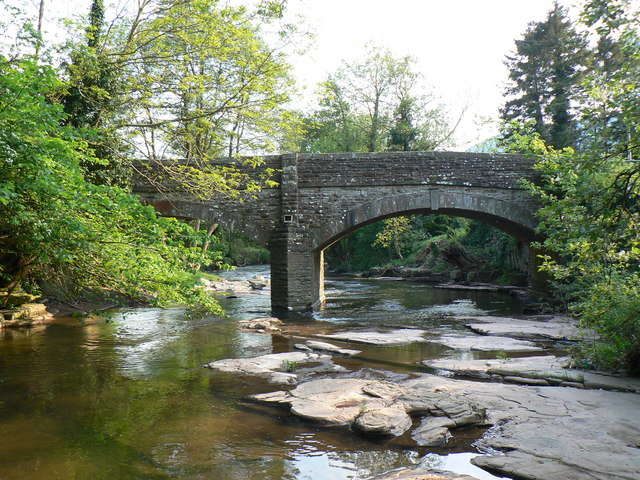
Il fiume Monnow a Clodock
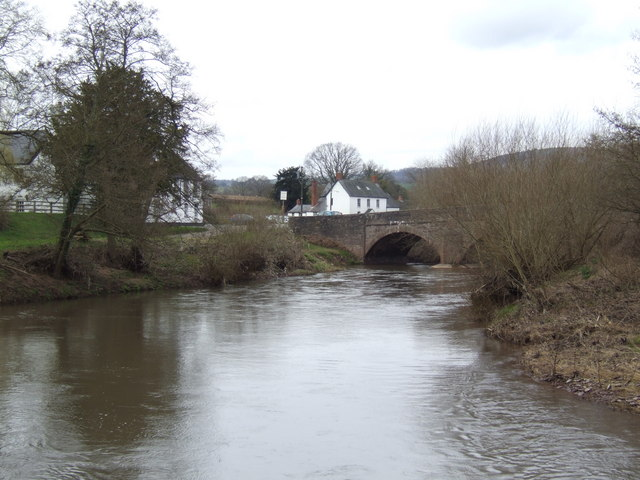
Il fiume Monnow a Skenfrith
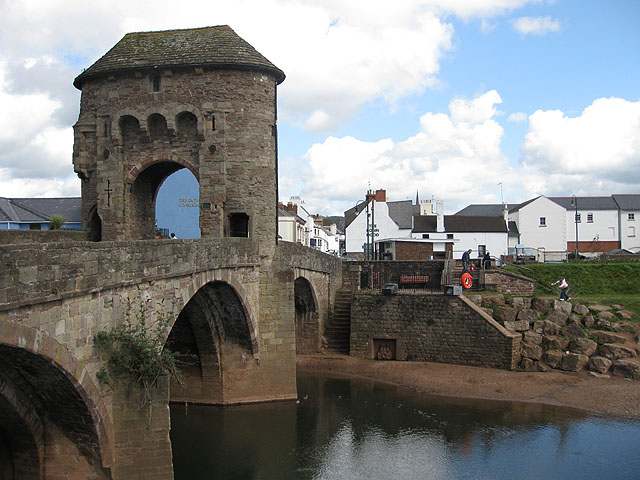
Il Monnow Bridge a Monmouth